# Bank Norwegian
Bank Norwegian ist eine schwedische Internetbank, die Verbrauchern Kredite, Kreditkarten und Sparkonten zur Verfügung stellt. Das Unternehmen wurde im November 2007 in Norwegen gegründet und hat seinen Hauptsitz auf Fornebu in einem Bürogebäude im Snarøyveien.

## Geschichte
Im Mai 2007 gab die Fluggesellschaft Norwegian Air Shuttle bekannt, dass sie beabsichtigt, mit Erik Jensen, der zuvor CEO von yA Bank und Forsikring AS (yA Bank und Versicherung) war, als CEO der neuen Bank Norwegian in den Bankensektor einzusteigen.
Im September 2007 erhielt die Bank Norwegian eine Banklizenz des norwegischen Finanzministeriums. Norwegian Air Shuttle besaß nach der Gründung 20 Prozent der Anteile der Norwegian Finans Holding (NOFI), der Holdinggesellschaft der Bank Norwegian. Im Oktober 2007 kündigte Norwegian an, ein kombiniertes Kredit- und Bonuskartenprogramm (Norwegian Reward) mit einem Bonus von bis zu 20 % für internationale Flüge und 1 % des Kaufpreises bei allen Kreditkäufen zu starten. Die Bank bietet seit Mai 2013 ebenfalls Bankdienstleistungen in Schweden, seit Dezember 2015 in Dänemark und in Finnland sowie seit 2021 in Spanien und Deutschland an.
Der Umsatz 2015 betrug 1,5 Milliarden Norwegische Kronen, was ungefähr 151 Millionen Euro entspricht. Am 5. April 2016 gab die Unternehmensmutter Norwegian Finans Holding Pläne bekannt, die Norwegian Finans Holding ASA im zweiten Quartal 2016 an der Osloer Börse notieren zu lassen.
Im November 2021 übernahm die Nordax Bank AB die Bank Norwegian. Das Unternehmen wird seit dem 15. November 2021 nicht mehr an der Osloer Börse gelistet. Im Juni 2023 wurde der Name der Nordax Group in NOBA Bank Group geändert. Seitdem ist die Bank Norwegian eine Niederlassung der schwedischen NOBA Bank Group.

## Einlagensicherung
Als schwedisches Kreditinstitut unterliegt die Bank den entsprechenden Richtlinien der Europäischen Union 94/19/EG, 2009/14/EG und 2014/49/EU. Die schwedische Einlagensicherung („Riksgälden“) garantiert einen Sicherungsbetrag von bis zu 100.000 Euro.